# Resolución 74 del Consejo de Seguridad de las Naciones Unidas
La Resolución 74 del Consejo de Seguridad de las Naciones Unidas fue adoptada el 16 de septiembre de 1949. Habiendo recibido y examinado una carta del Presidente de la Comisión de Energía Atómica que informaba dos resoluciones, el consejo ordenó al Secretario General que transmitiera esta carta y las resoluciones adjuntas, junto con el Acta de discusión de esta cuestión en la AEC a la Asamblea General y a los Estados miembros de la ONU.
La resolución fue aprobada por nueve votos a favor, con abstenciones de la RSS de Ucrania y la Unión Soviética.